# گرونباخ (زاکسونی)
گرونباخ (به آلمانی: Grünbach) یک شهر در آلمان است که در فوگتلاندکرایس واقع شده‌است. گرونباخ ۱٬۹۱۴ نفر جمعیت دارد.